# Mechanizacja

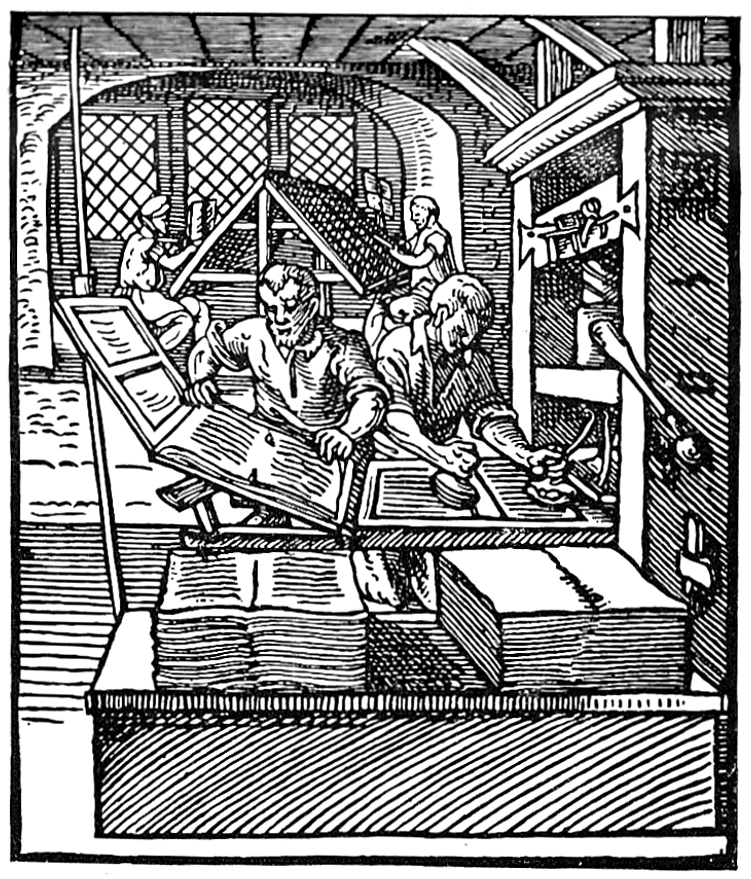
Ręczne przepisywanie książek zastąpione przez prasy drukarskie

Mechanizacja − zastępowanie pracy ręcznej przez maszynę, wprowadzanie maszyn i urządzeń mechanicznych. Mechanizacja w przeciwieństwie do automatyzacji nie eliminuje pracy ręcznej, jedynie ją ogranicza. Przykładem mechanizacji jest zastępowanie koni przez maszyny rolnicze. 